# Ніштун-Ч’іч'

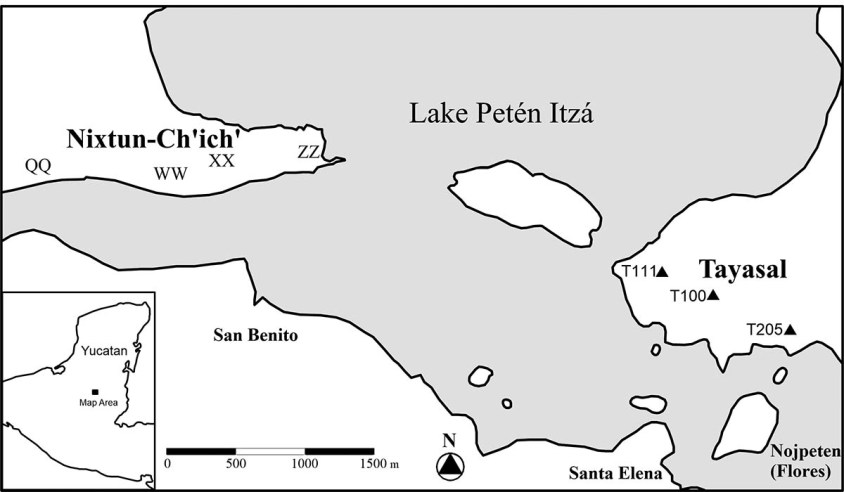
Ніштун-Ч’іч'

Ніштун-Ч'іч' (ісп. Nixtun Chʼichʼ) — стародавнє місто мая, що існувало з докласичного періоду. Важливий релігійний центр.

## Історія
Формування поселення почалося в докласичний період мая. Постійні мешканці на цій території поселилися близько 1300 року до н. е. В середньокласичний період (900—700 роки до н. е.) тут вже було значне місто.
Між 600 і 500 роками до н. е. зведено міські мережу вулиць. Ймовірно саме в цей період остаточно сформувалася державна структура у формі теократії. Про це свідчить наявність 6 невеличких міст поруч з Ніштун-Ч'іч', які схожі з ним за архітектурою пірамід й будівель.
Нове піднесення відбувається в пізній класичний період (400—200 роки до н. е.). Ймовірно в цей час місто втратило свою політичну вагу, але зберегло значення ритуального центру. У II ст. до н. е. зазнало занепаду. За однією з гіпотезою це сталося через потужну посуху.
Місце знову заселено у 600 році, де маянським племен чакан-іца було утворено нову місто-державу. Проте її вага вже поступалася державі доклачсичного періоду. Існувало протягом колоніального періоду. Остаточно було залишено у 1734 році.

## Розташування
Руїни міста знаходиться в департаменті Петен (Гватемала), на західному березі озера Петен-Іца. На півночі межу з карстовими пагорбами.

## Опис
Площа становила 2,5 км². Місто мало ортогональну структуру, де дороги і вулиці перетиналися під прямим кутом: з півночі на південь місто перетинають 7 проспектів, а зі сходу на захід — 6 вулиць. Це доволі не характерно до інших міст мая, окрім Ухуште. Водночас має схожість з Теотіуаканом. Це планування на думку дослідників, доводить, що будівельники виходили з давньої системи вірувань, заснованих на крокодиловому міфі мая — при створенні світу боги принесли в жертву крокодила, який повернувшись з первісних вод, сформував землю.
Площа ділянки відносно рівна, але вона побудована на низькому хребті, який тягнеться зі сходу на захід. В місті існувала дренажна система, одна з давніших серед мая. Тут виявлено 15 будівель. В центрі виявлено ритуальний комплекс Е-групи. 
Окрема архітектура відноситься до післяклачиного періоду. 2014 року знайдено будинок ради XIV століття площею 50х50 м. На думку дослідників його використовували у 1300—1500 роках. 
У нього було 2 фоє з колонами, де виявили скульптури крокодила, папуги і черепахи. Серед знайдених речей є курильниця у вигляді голови Іцамни. Археологи також знайшли у городище другу за розмірами (після Чичен-Іци) серед міст мая майданчик для гри в м'яч.

## Дослідження
Ніштун-Ч'іч' було виявлено 1995 року. Більш ґрунтовні археологічні роботи на місці руїн Ніштун-Ч'іч' почалися у 2006 році. Найбільш значні дослідження відбувалися протягом 2013—2015 років. З 2018 року розпочав проєкт підводної археології озера Петен-Іца.